# Öströö slott
Öströö slott, även Öströ, är en herrgård som tidigare var ett säteri, beläget vid Ottersjöns norra strand i närheten av Dagsås kyrka i Dagsås socken, Varbergs kommun.
Godset Öströö har sedan medeltid utgjort en betydelsefull godsmiljö i Dagsås socken och sätter ännu sin tydliga prägel på landskapet. Godsmiljön karakteriseras av närheten till sjöarna och en vacker bokskog. En ovanligt lång och pampig allé́ utmed landsvägen från Tvååker påvisar storgårdens tidigare inflytande i socknen. Öströö fårfarm arrenderar mark för gotlandsfår som betar stora arealer. Den totala arealen uppgår till 412 hektar, varav ca 60 ha är utarrenderade.
Öströö slott ligger vid Ottersjöns norra strand. Det särpräglade italienskinspirerade corps-de-logiet omges av en park, som ned mot Ottersjön har vuxit igen, men de stensatta terrasseringarna hålls ännu öppna.
Delar av nuvarande corps-de-logi kan vara uppfört under släkten Rosengieddes tid, vilket en inskription med årtalet 1552 i huset pekar på. Av denna konstruktion återstår troligen delar av den ursprungliga timmerstommen. På 1860-talet uppfördes ett torn i italiensk-inspirerad stil. 1916-1917 genomgick byggnaden en omfattande om- och tillbyggnad ledd av arkitekten Georges Ludvig Robert von Dardel, varvid det tillkom en envåningslänga innehållande kök. Byggnaden är vitrappad utförd i en stil som efterliknar en italiensk villa och omges av en muromgärdad före detta park, terrasserad ned mot sjön, med klockformigt figurklippta granar längs uppfarten. Norr om corps-de-logi och elva ekonomibyggnader breder stora platta åkerfält ut sig.
Öströö ägs sedan 2022 av Thomas Karlsson, ensam ägare av Gekås.

## Historia
Öströö (Höstre i Daxasa Sochn) omnämns första gången den 18 juni 1366 då Erengisle Ebbesson (sparre) pantsatt till Henrik Snakenborg tre gårdar i Öströ. I jordeboken från 1686 upptas godset som säteri. Sannolikt har orten fungerat som en huvudgård redan från medeltid. Det har antagits att föregångaren utgjort den närbelägna medeltida borgen Truedsholm på Holma ö i Byasjön.
Under medeltiden innehades Öströö av flera adliga familjer. Från 1528 upptas Bertil Laurentz Rosengiedde, med hustrun Inger Mormand, som innehavare. Därefter följde Mormand, Årrhane, Uggla och Löwenskjöld, vilka var samma familjer som ägde det närbelägna Ottersjö.
Öströö gods hade tidigare en lång rad underlydande gårdar och torp, varifrån såväl arbetskraft som inkomster inhämtades. År 1725 blev Ottersjö ett eget säteri och inte underställt Österöö. Ännu vid tiden för laga skifte 1840 ägde Öströö de flesta hemmanen i socknen. Vid 1900-talets början antog fastigheten dagens form. Strukturen med godset och dess underlydande obesuttna enheter kan dock ännu skönjas i bebyggelsen och landskapet.

## Ägarelängd
- 1366 Jens Laurensen
- 1528 Bertil Laurentz Rosengiedde
- 1589 Inger Mormand
- 1607 Morten Mormand
- 1629 Corfitz Mormand
- 1640 Ove Giedde
- 1653 Claus Mormand
- 1685 Elisabet Mormand
- 1700 Maria Eleonora Årrhane
- 1753 Elisabet Christina Stiernelodh
- 1763 Samuel Löfvenskjöld
- 1772 Christian Arfwidsson
- 1799 Arfwidsson (dotter)
- 1818 Peter Gerhard Liedberg
- 1830 Jeanette Liedberg
- 1840 Carl Gerhard Muhl
- 1857 Berndt Axel Verner Santesson
- 1863 Anders Gerhard Hansson
- 1870 Arentsson
- 1875 Lange
- 1880 Serene de Acquerga
- 1885 Skouw
- 1887 Elof Laurell
- 1916–1961: Bogislav Klingspor
- 1961 Carl Gustaf Baltzar Bogislaw Klingspor
- 1991 Inger Klingspor
- 2022 Thomas Karlsson